# Ванжен
Ванжен (фр. Wangen) — коммуна на северо-востоке Франции в регионе Гранд-Эст (бывший Эльзас — Шампань — Арденны — Лотарингия), департамент Нижний Рейн, округ Мольсем, кантон Мольсем. До марта 2015 года коммуна административно входила в состав упразднённого кантона Васлон (округ Мольсем).
Площадь коммуны — 3,87 км², население — 693 человека (2006) с тенденцией к стабилизации: 707 человек (2013), плотность населения — 182,7 чел/км².

## Население
Население коммуны в 2011 году составляло 722 человека, в 2012 году — 715 человек, а в 2013-м — 707 человек.
| 1962 | 1968 | 1975 | 1982 | 1990 | 1999 | 2006 | 2008 | 2011 | 2012 | 2013 |
| ---- | ---- | ---- | ---- | ---- | ---- | ---- | ---- | ---- | ---- | ---- |
| 599  | 570  | 589  | 572  | 656  | 704  | 693  | 711  | 722  | 715  | 707  |

Динамика населения:

## Экономика
В 2010 году из 450 человек трудоспособного возраста (от 15 до 64 лет) 341 были экономически активными, 109 — неактивными (показатель активности 75,8 %, в 1999 году — 76,0 %). Из 341 активных трудоспособных жителей работали 326 человек (168 мужчин и 158 женщин), 15 числились безработными (8 мужчин и 7 женщин). Среди 109 трудоспособных неактивных граждан 46 были учениками либо студентами, 43 — пенсионерами, а ещё 20 — были неактивны в силу других причин.

## Достопримечательности (фотогалерея)

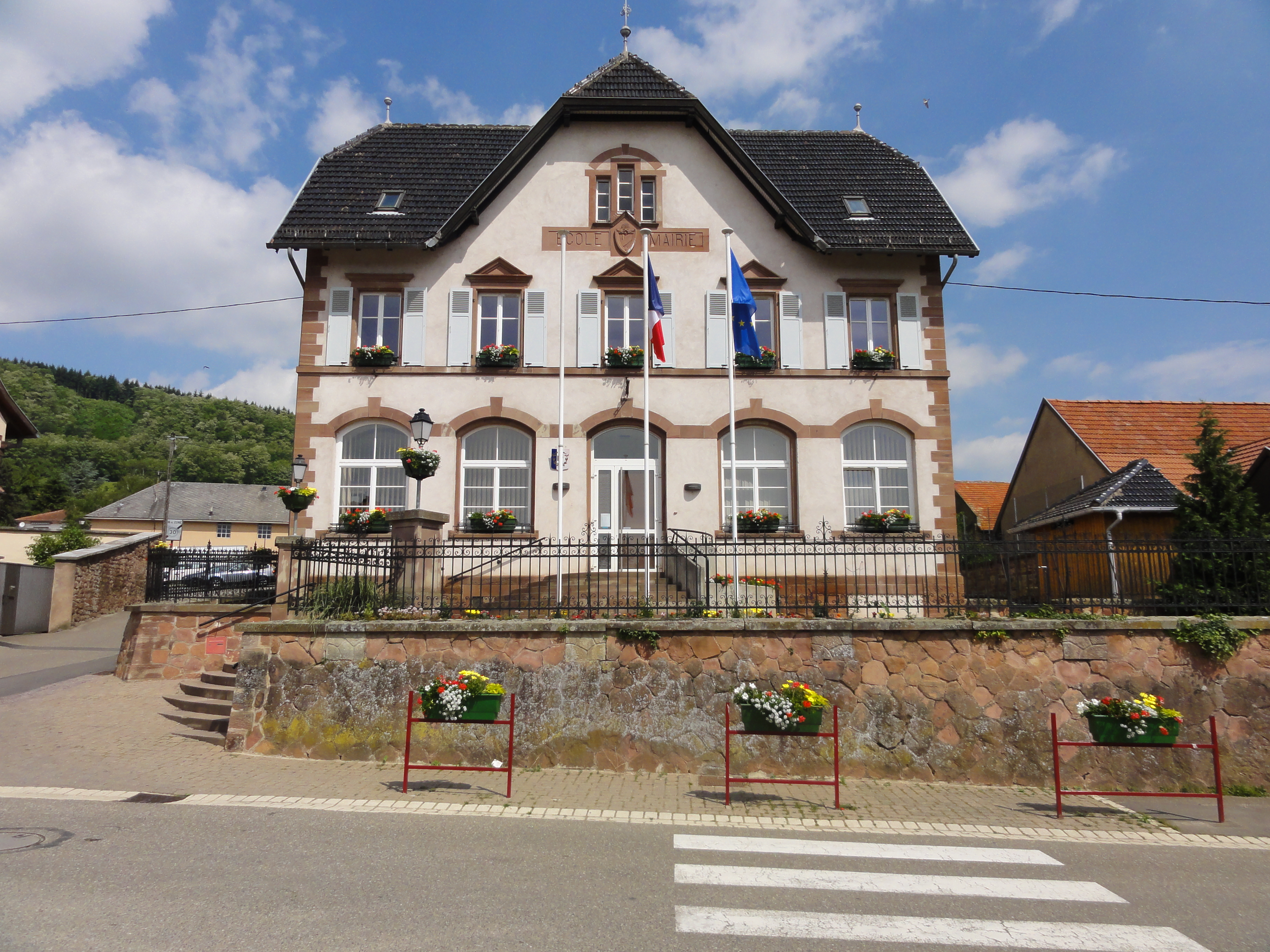
Здание мэрии-школы
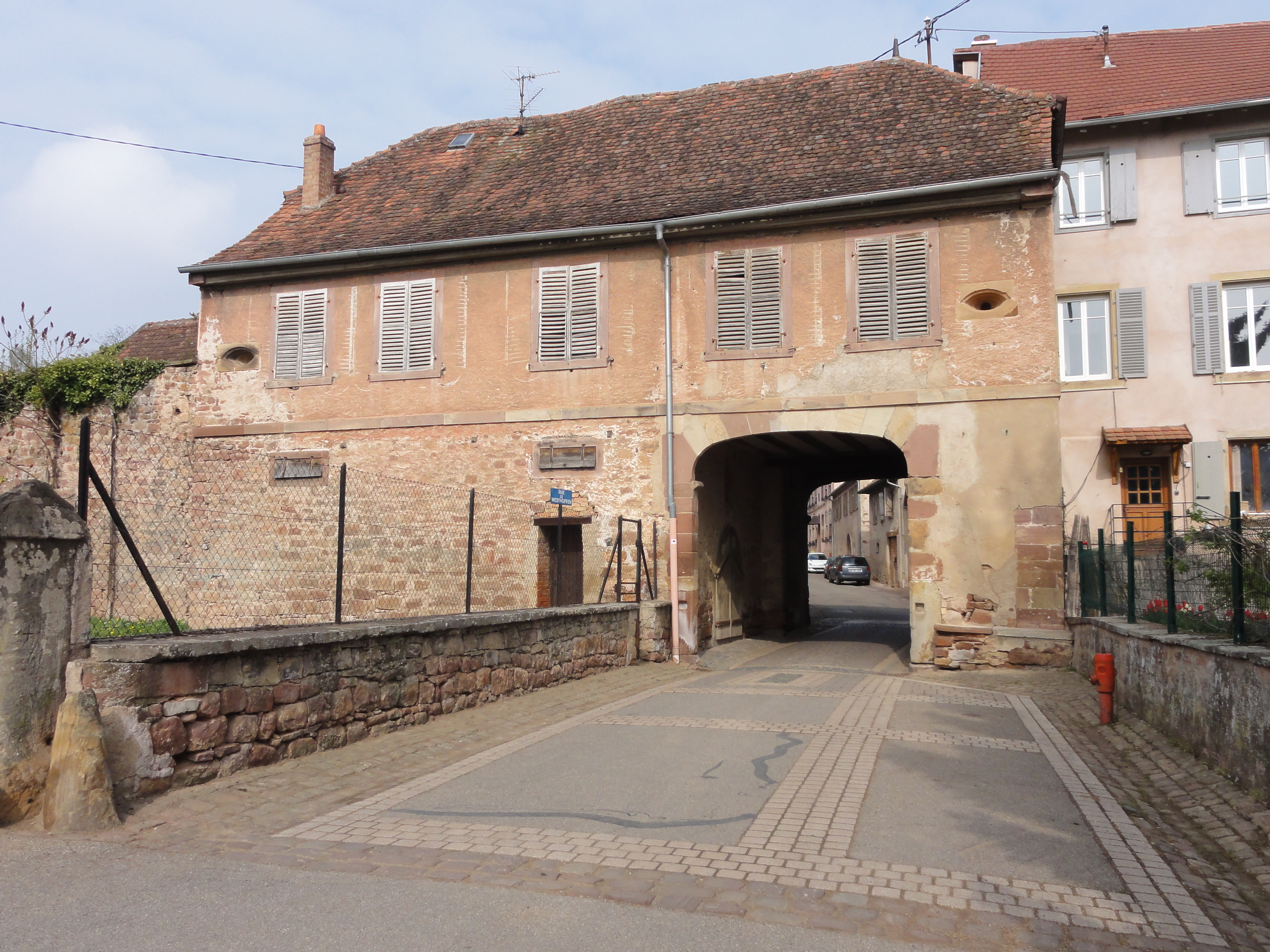
Средневековые Южные ворота
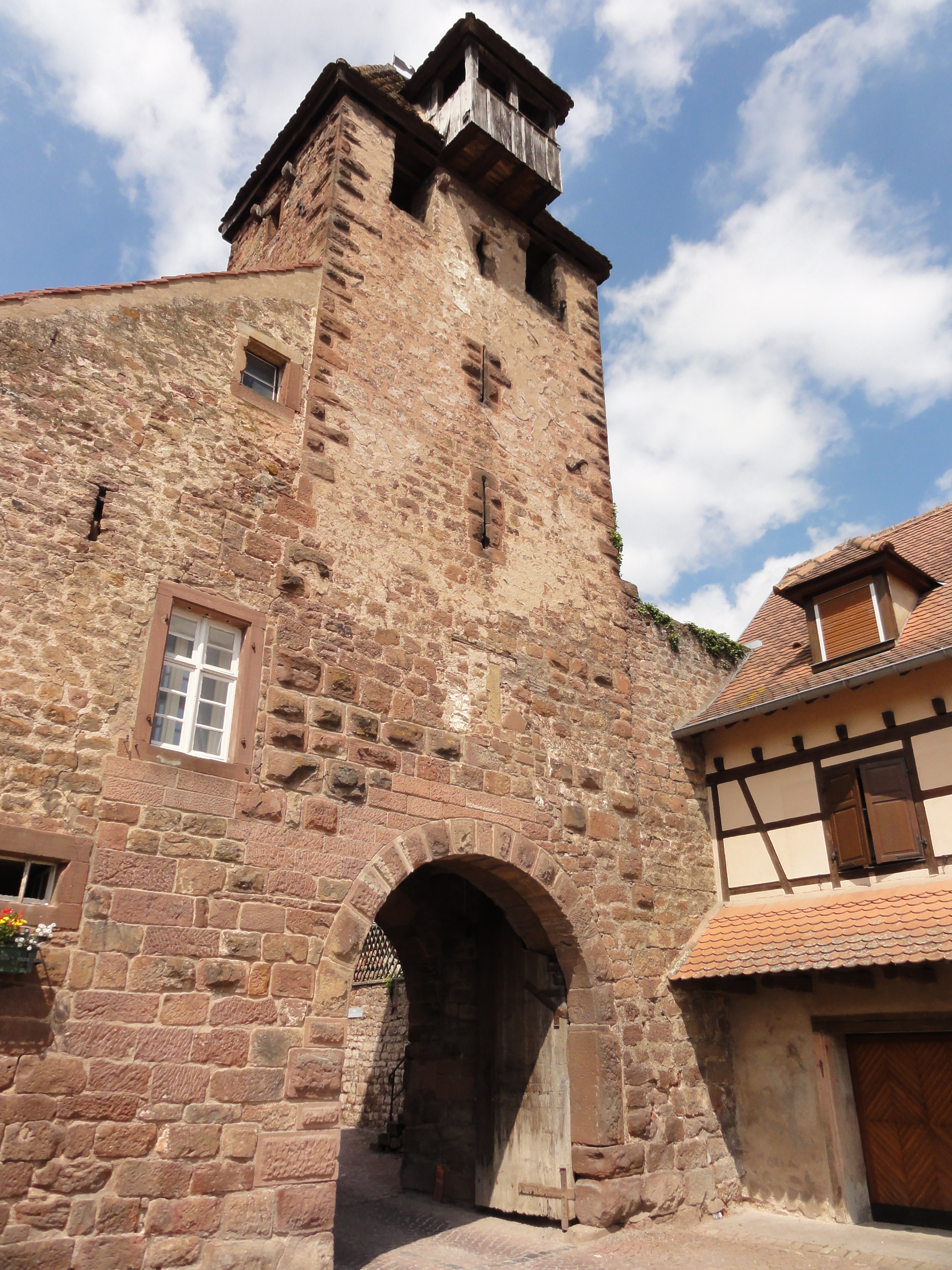
Средневековые Нижние ворота
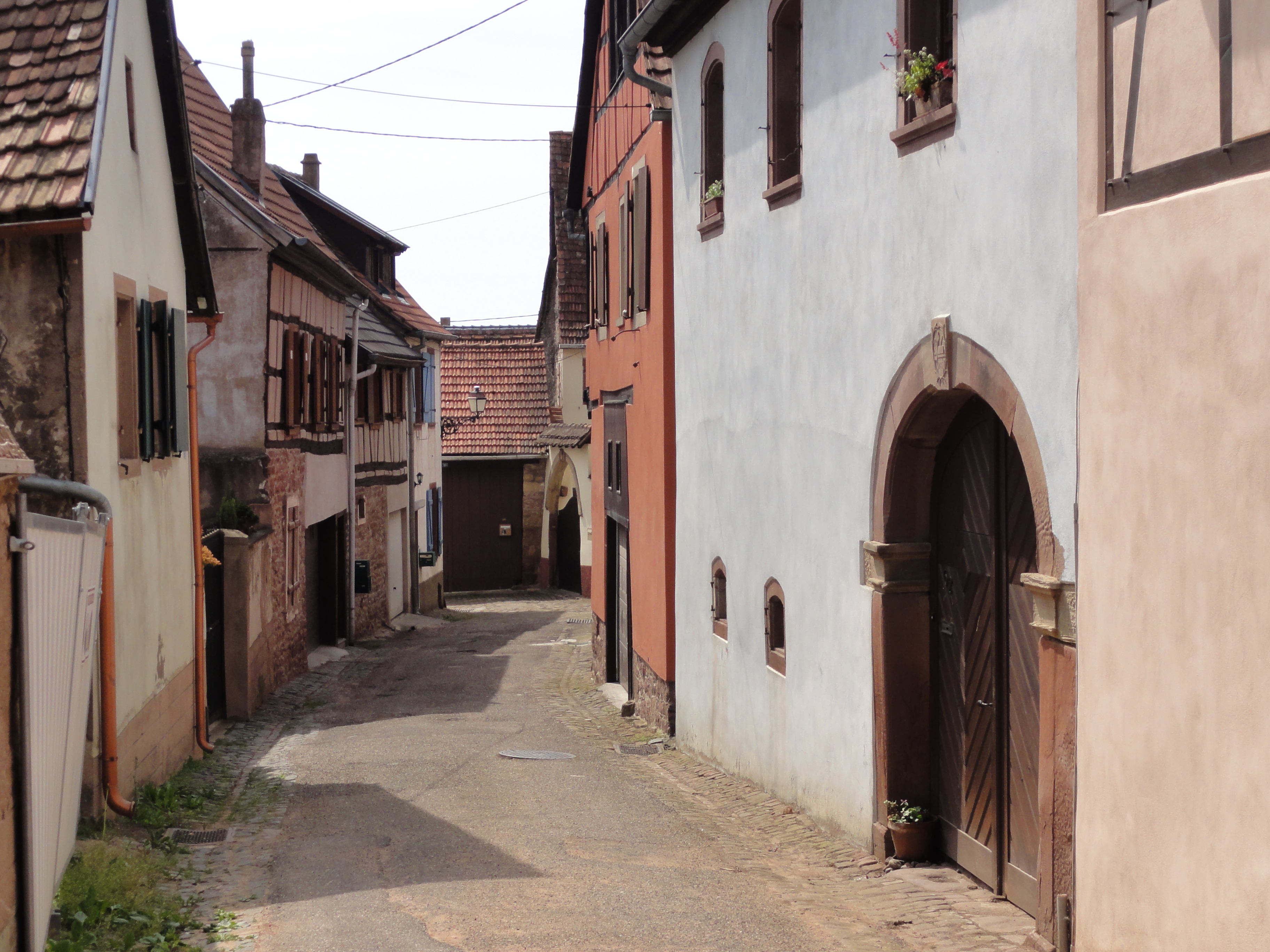
Колодезная улица
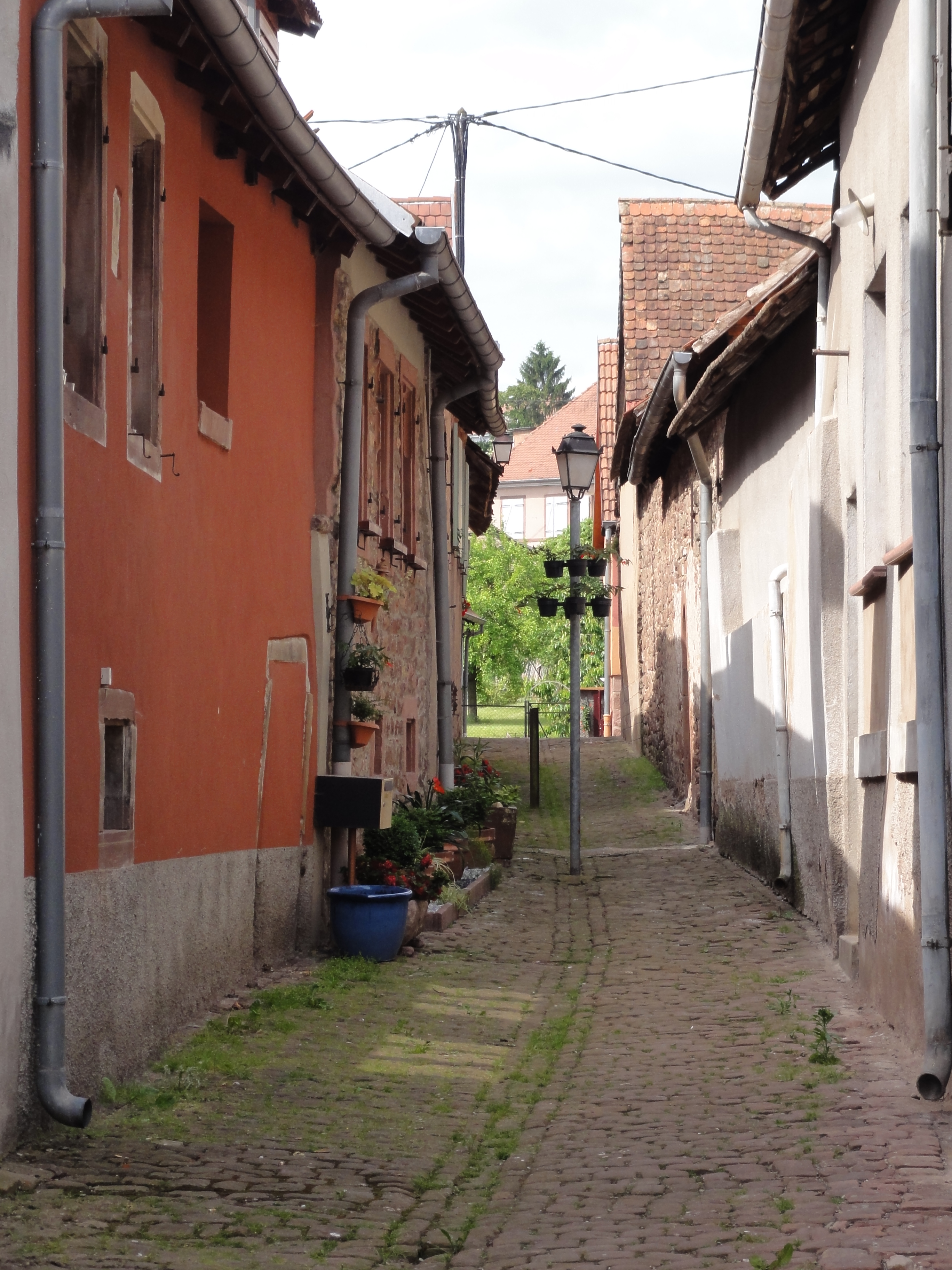
Фонарная улица
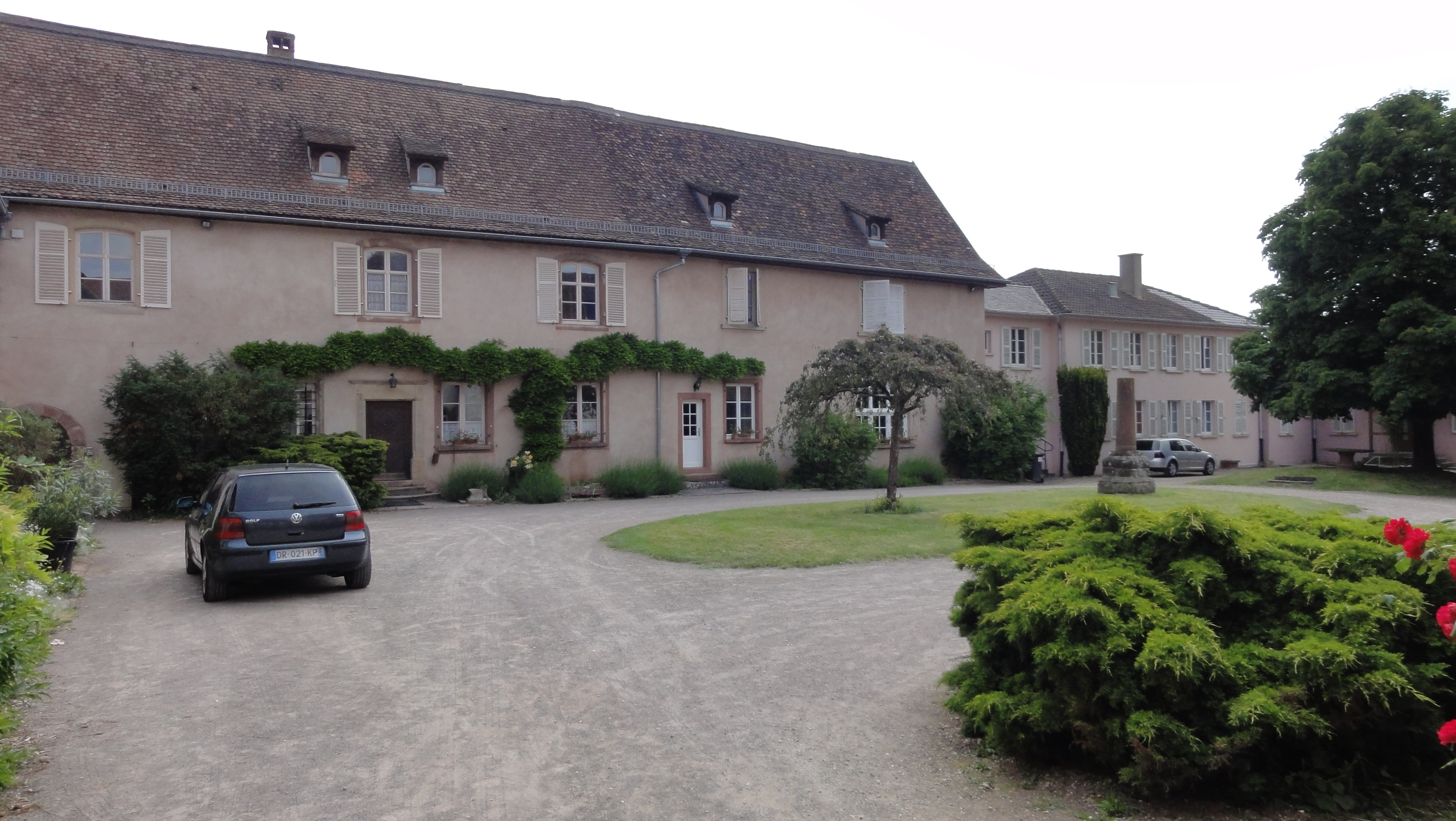
Шато
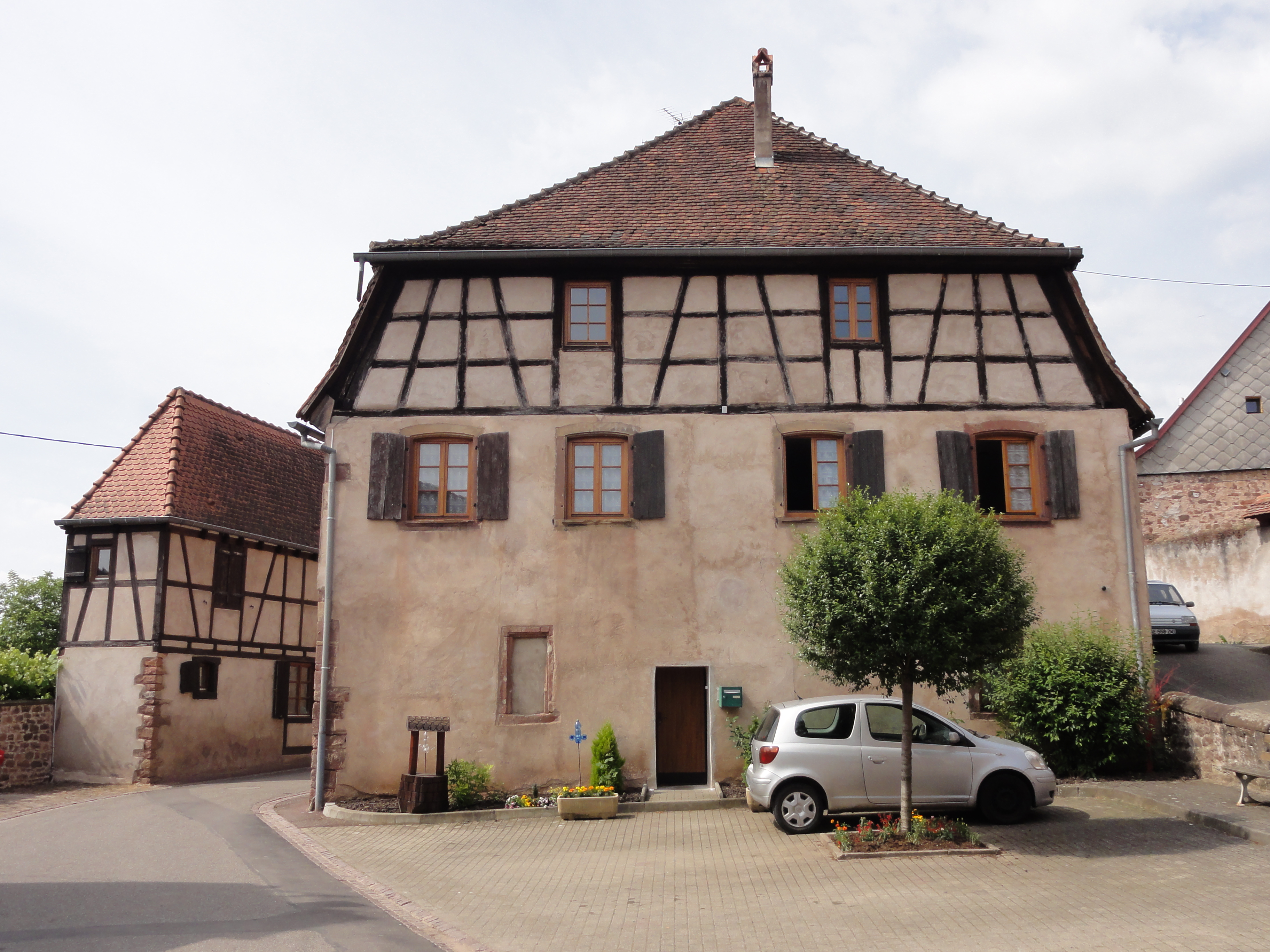
Фахверковый дом
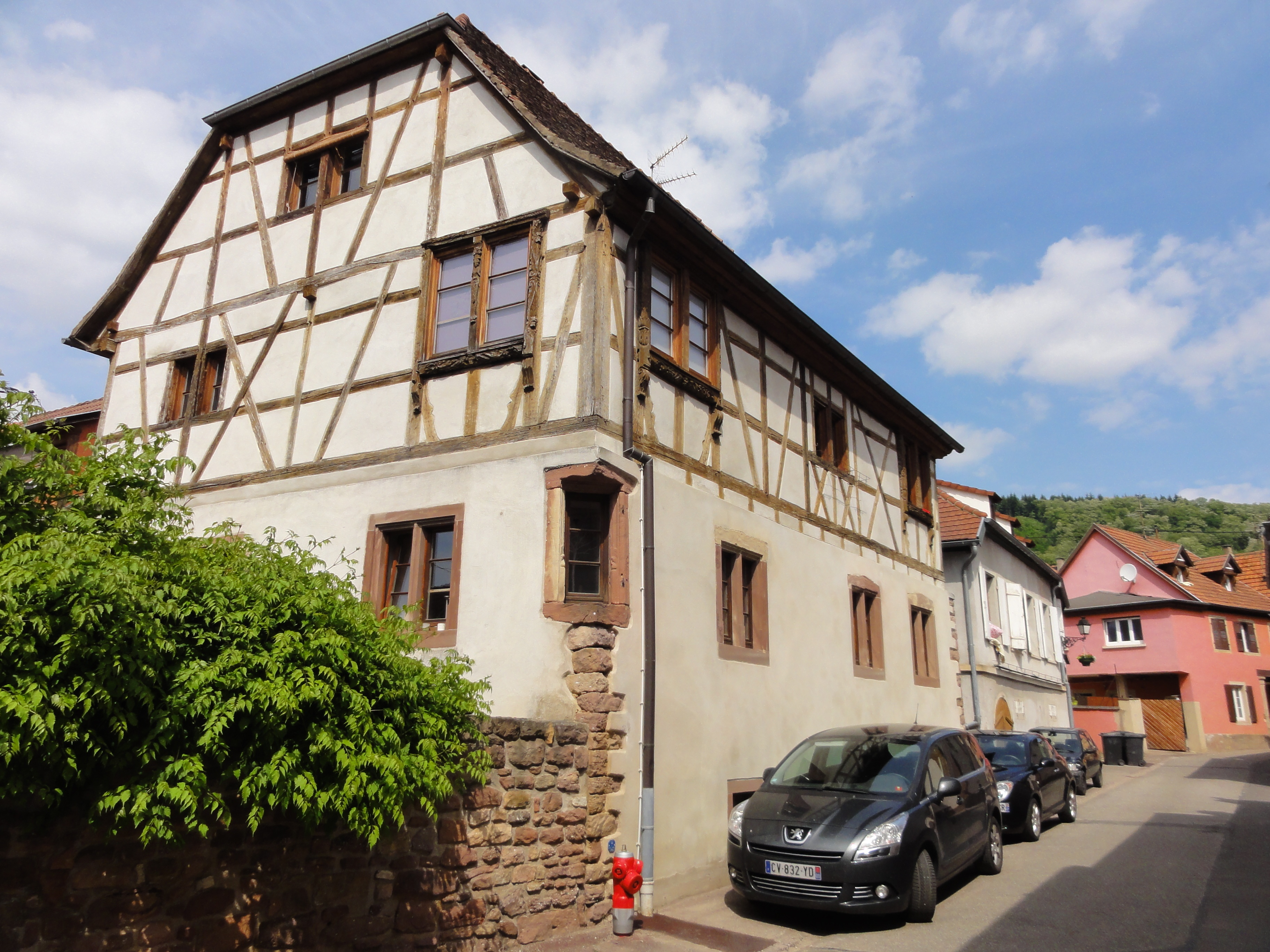
Фахверковый дом
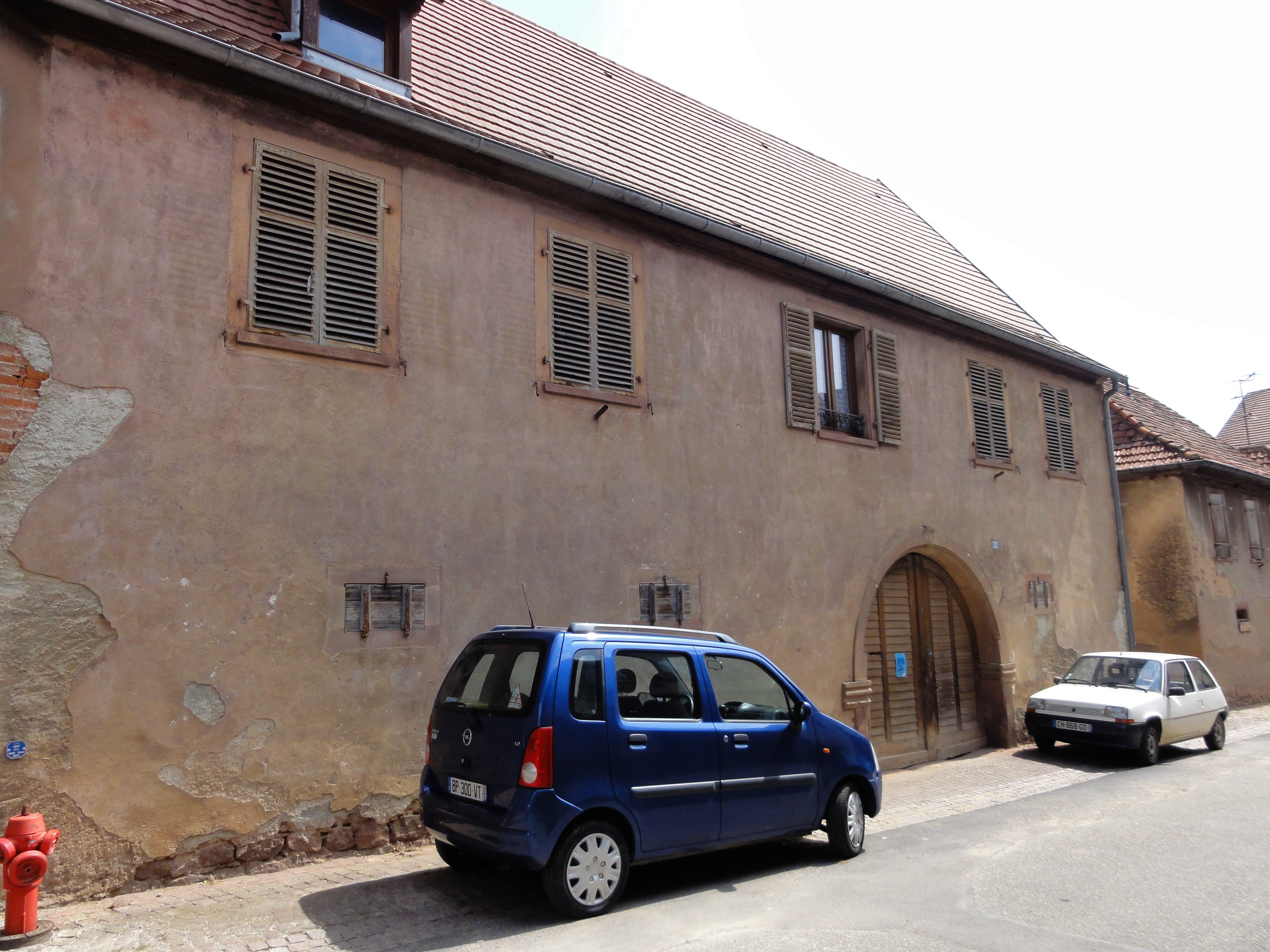
Дом бондаря
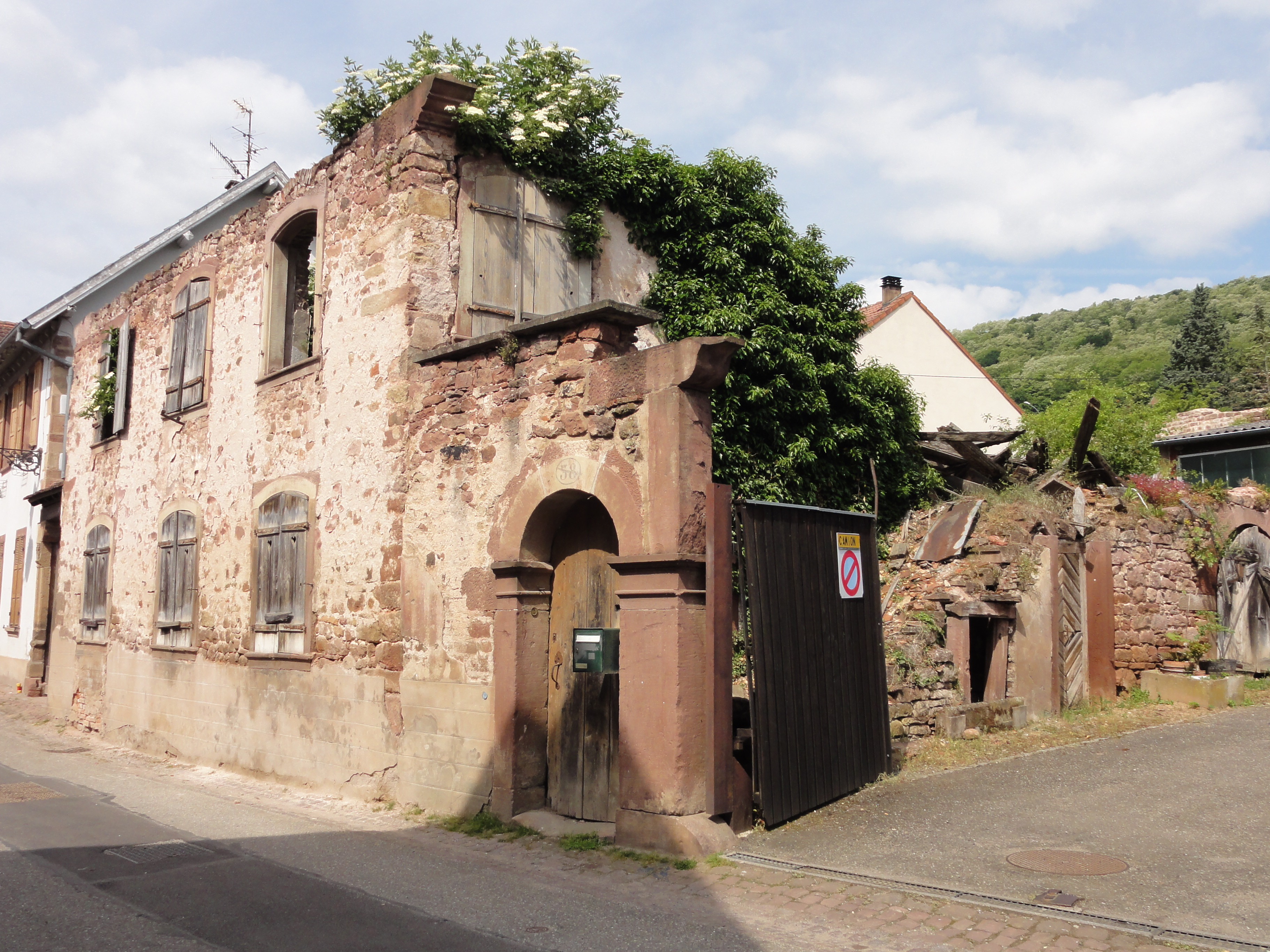
Руины дома кожевника
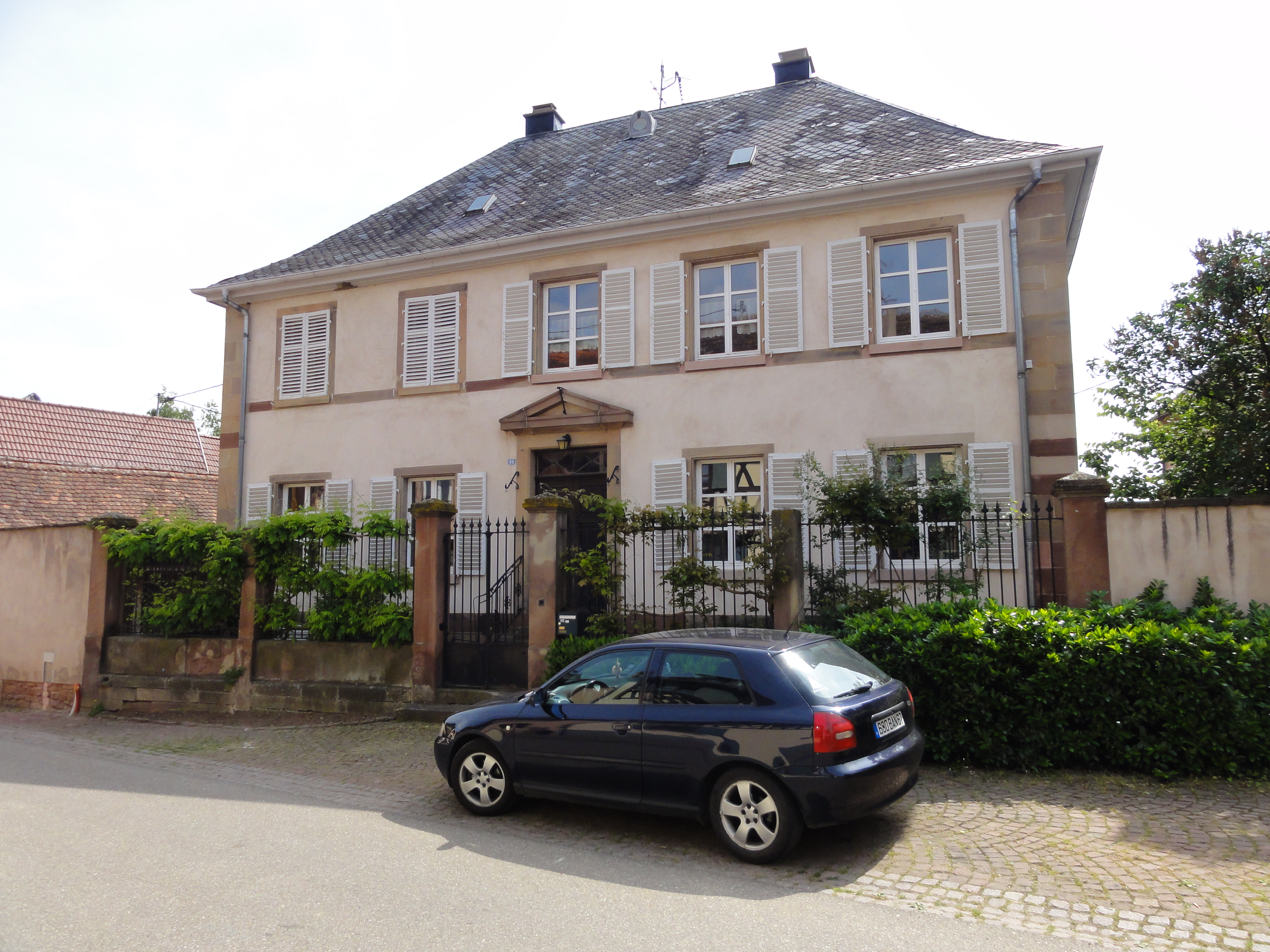
Дом протестантского священника
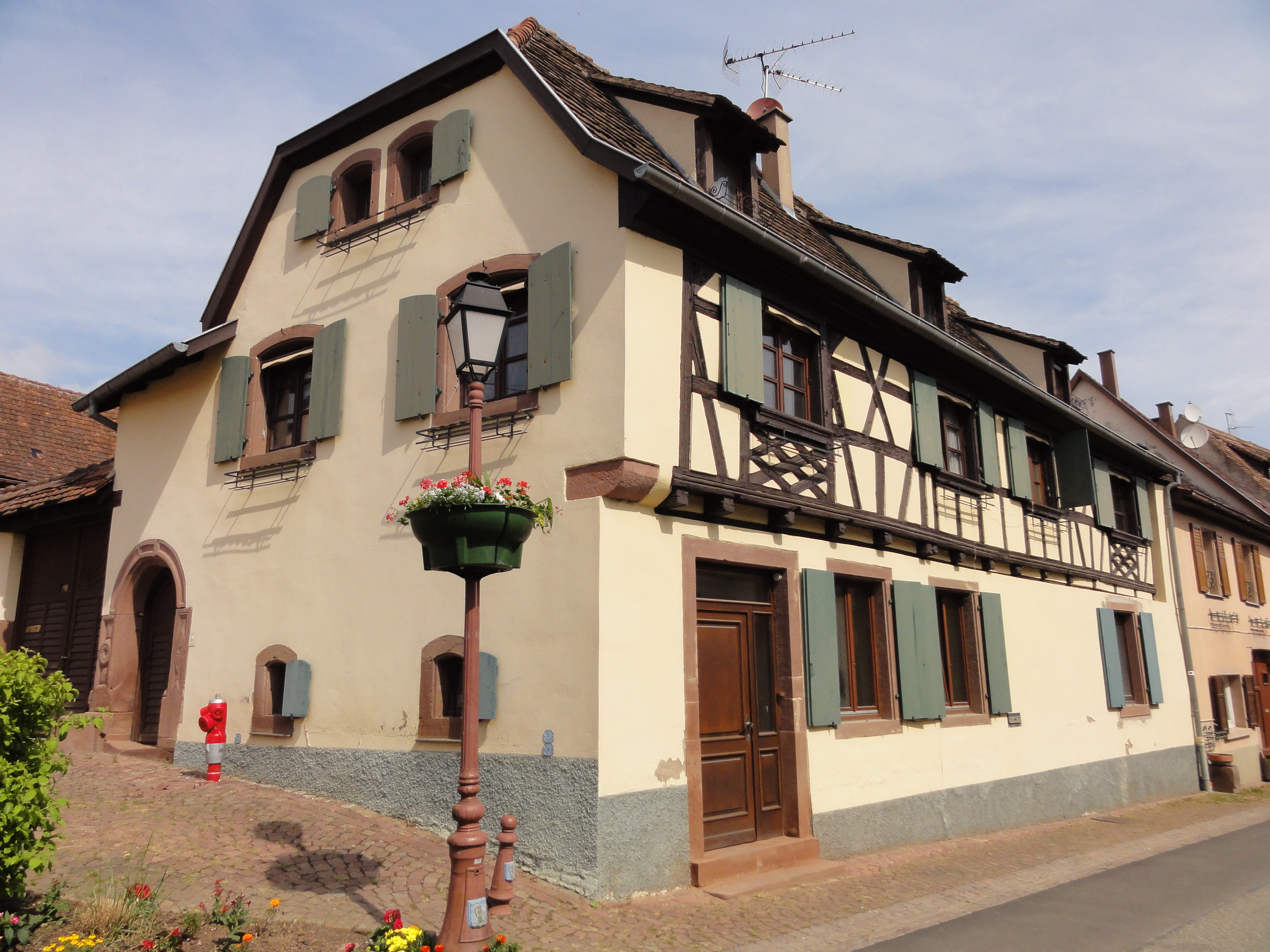
Дом на главной улице, 90
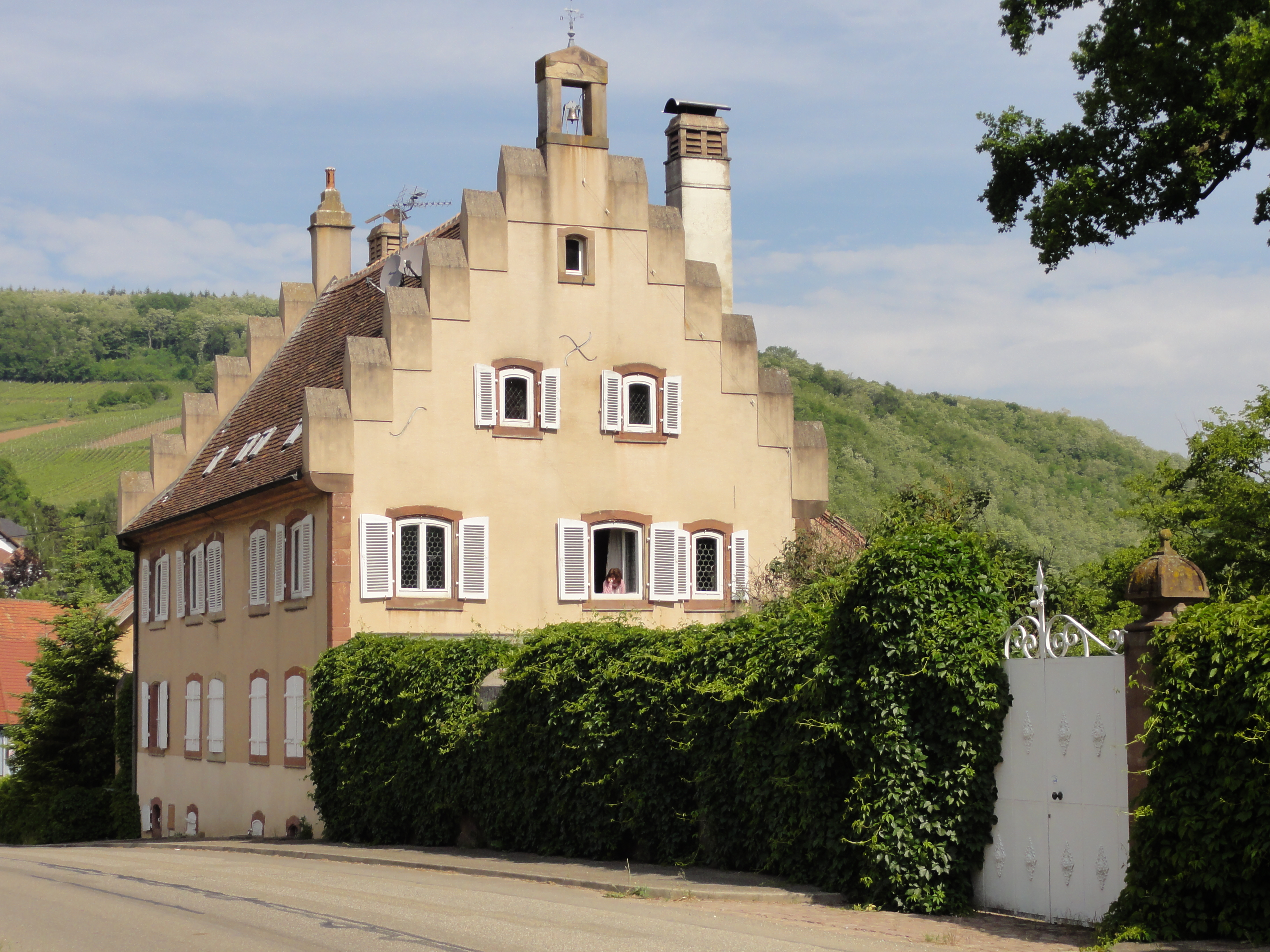
Дом кастель Карат
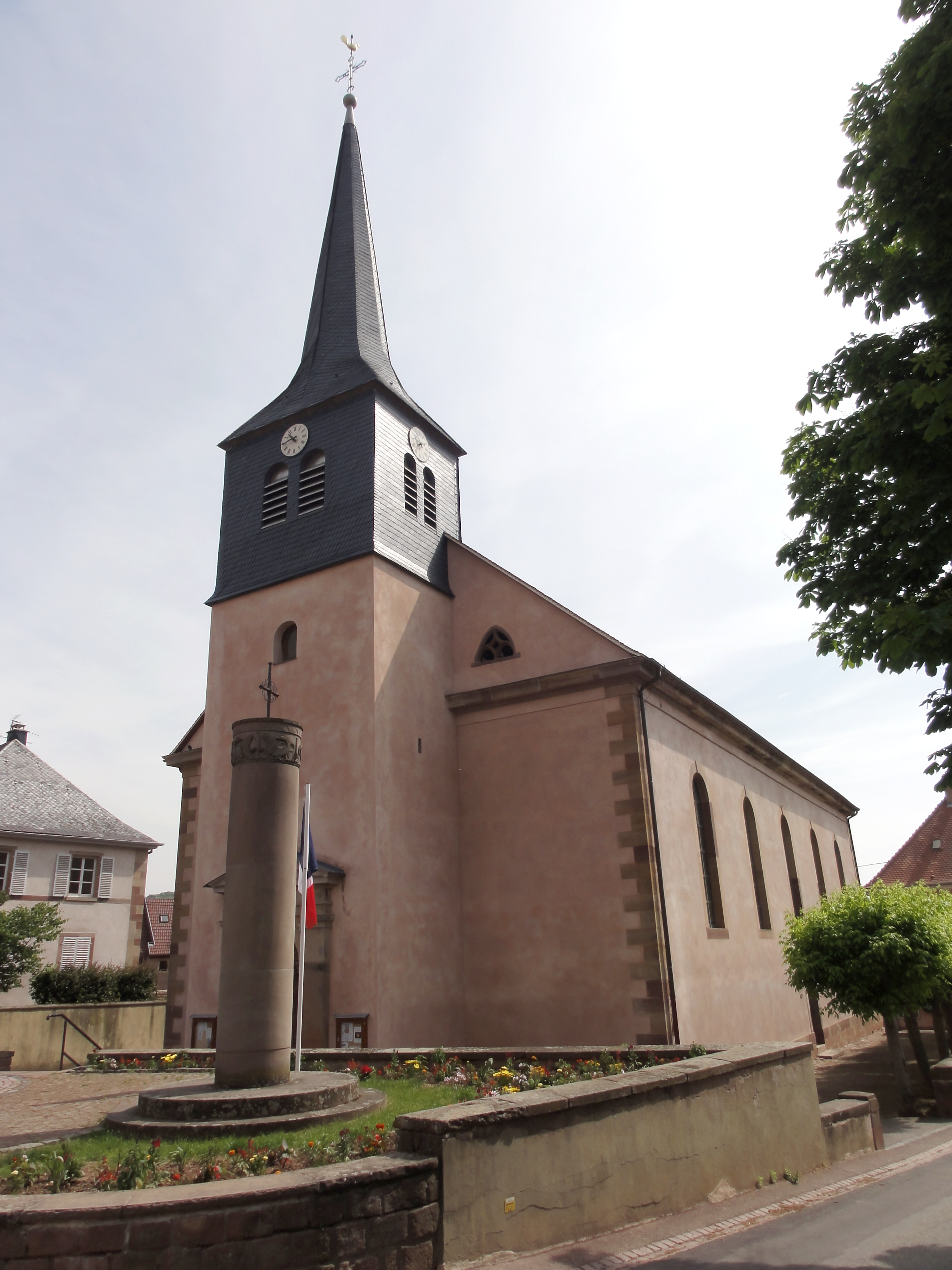
Совместная церковь Сен-Этьен-Ванген
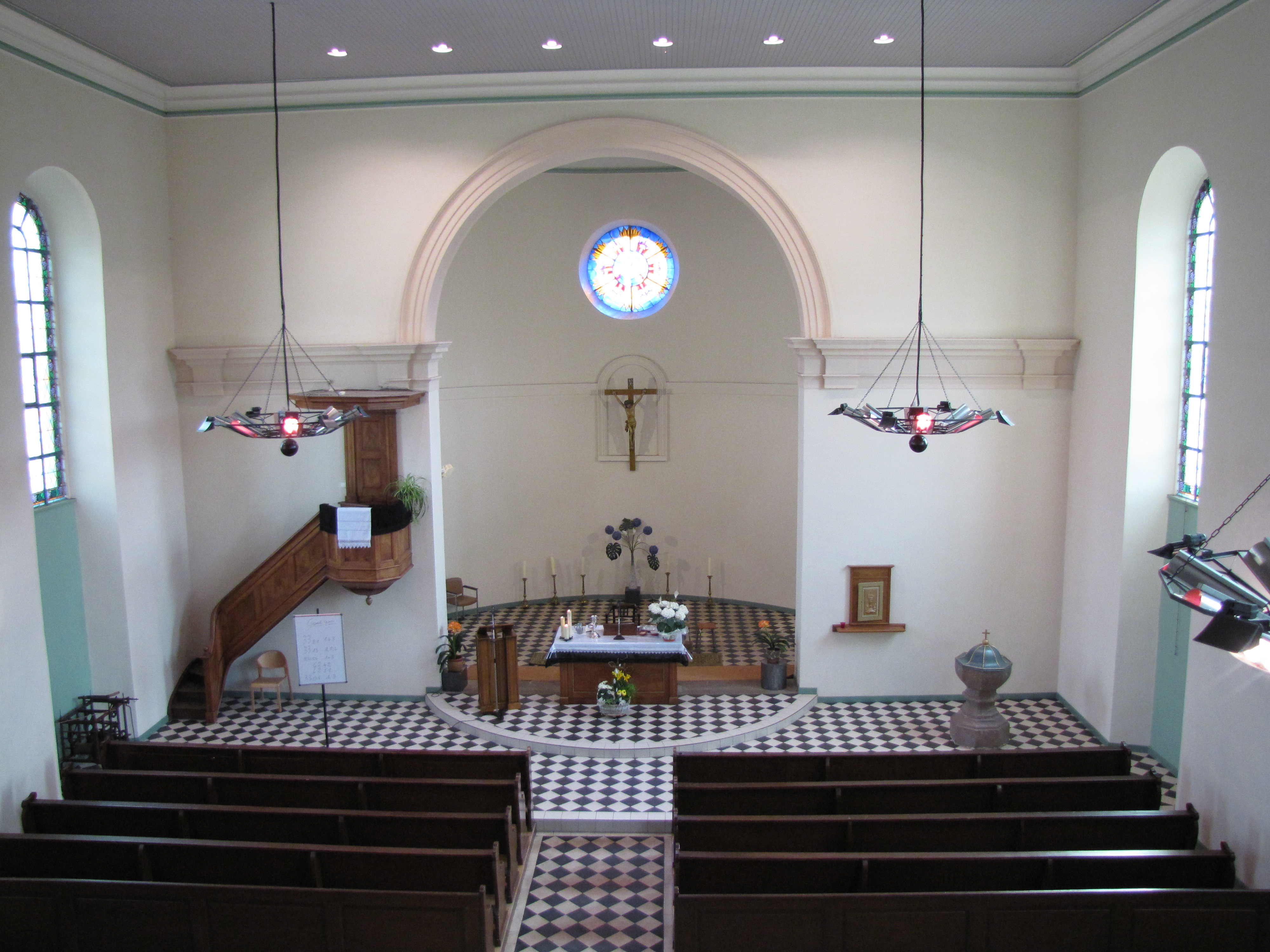
Интерьер
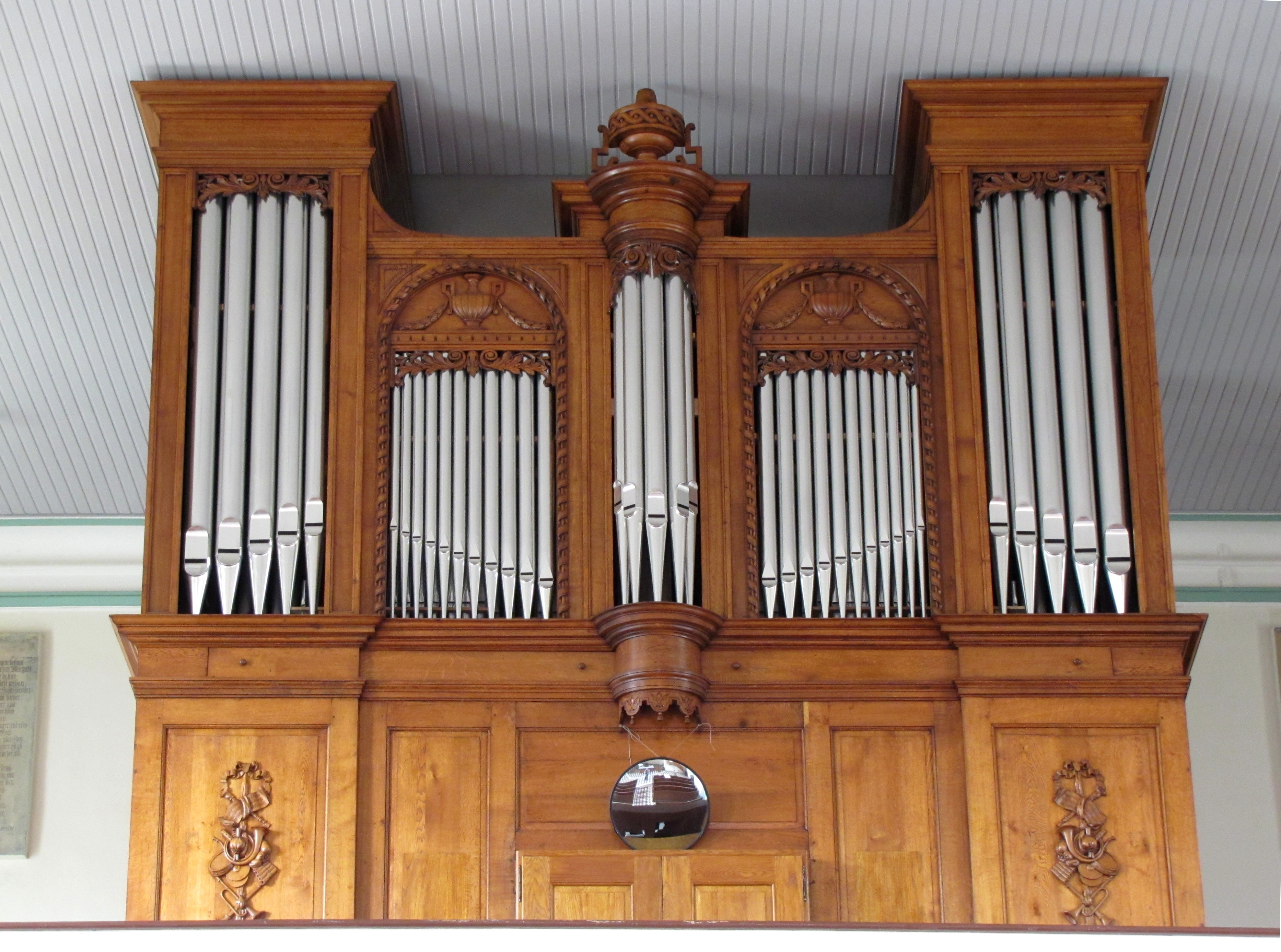
Орган
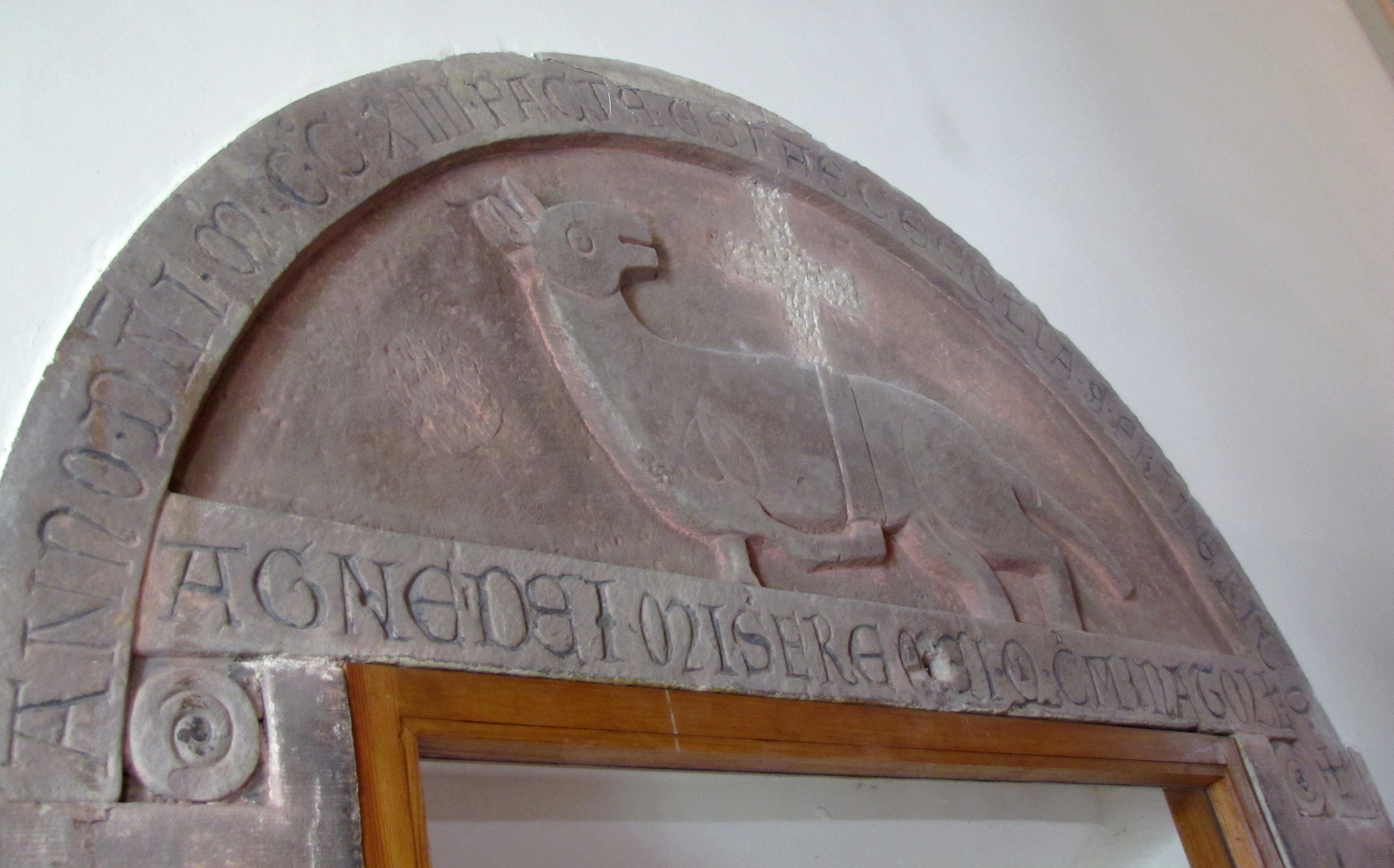
Римский тимпан «Мистического Агнца»
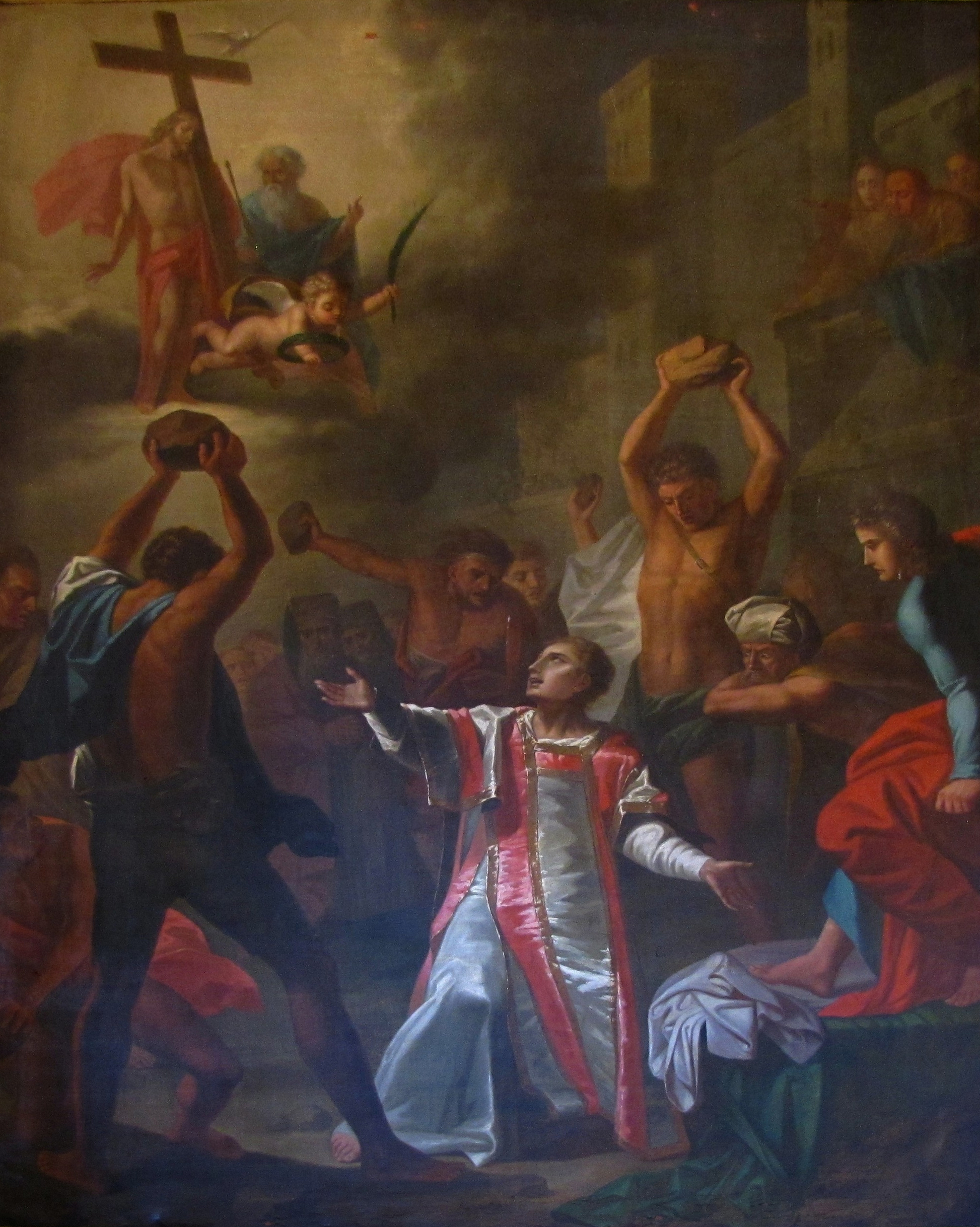
Картина «Побивание камнями святого Стефана»
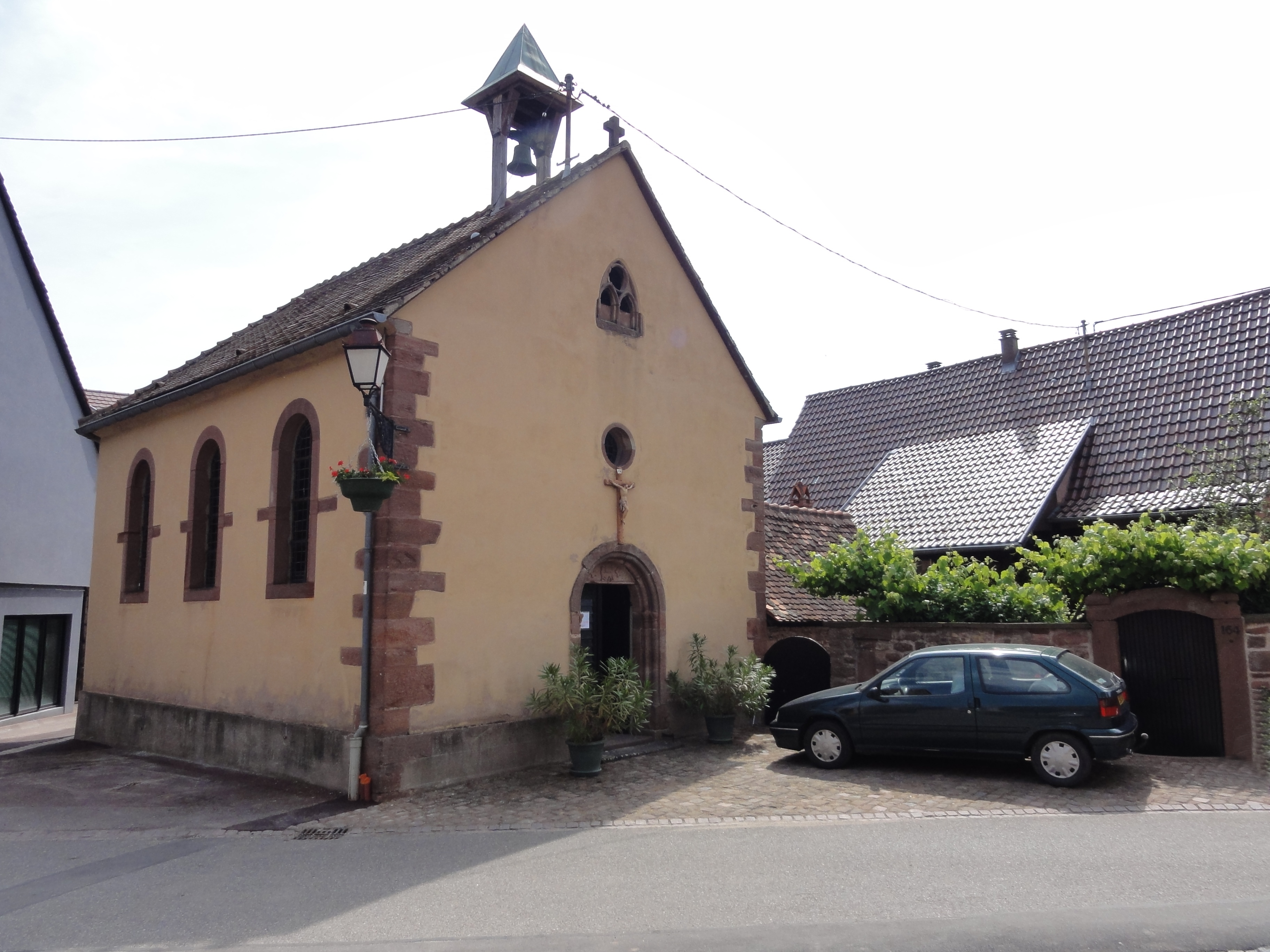
Часовня святого Креста
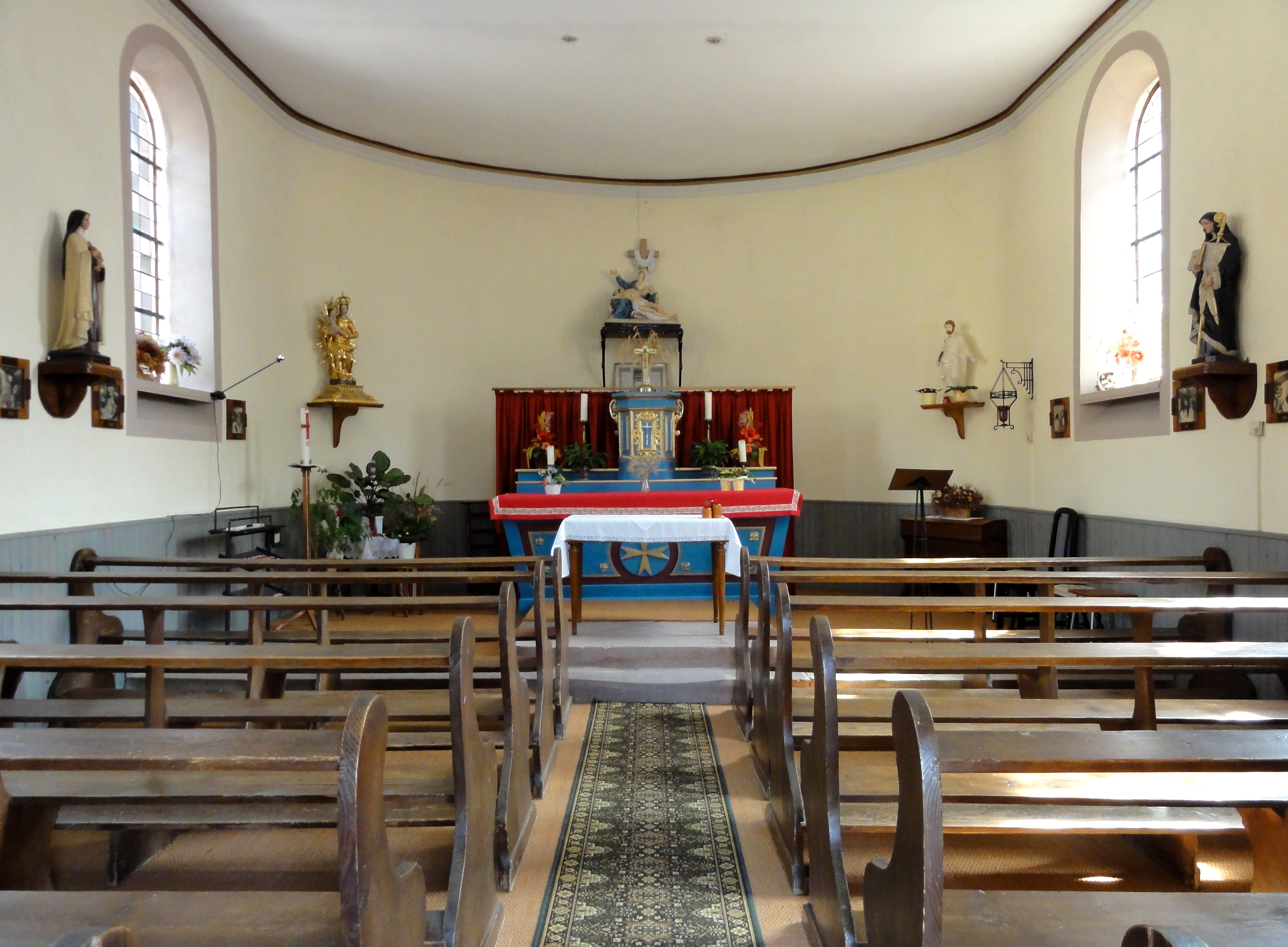
Интерьер часовни